# Paul-Jacques Malouin
Paul-Jacques Malouin ( Caen, 27 de junio de 1701–Versalles, 3 de enero de 1778) fue un químico-farmacéutico y físico francés.

## Carrera
Malouin  se graduó en medicina en 1730 contra los deseos de su padre (abogado de los tribunales de Caen) que le había enviado a París a estudiar derecho. Se estableció en París en 1734 y abrió un despacho médico que atrajo clientes de la aristocracia y familia real.
Con la ayuda de Bernard Le Bovier de Fontenelle, un pariente  lejano,  entró en la Academia de Ciencias de Francia en 1742, dónde su área de investigación era la aplicación de la química a la medicina. En 1745 fue nombrado profesor de química en el Jardín du Roi.
Durante nueve años consecutivos estudió las epidemias que asolaban París y registró los resultados de sus investigaciones en sus Mémoirs publicadas por la Academia de Ciencias entre 1746 y 1754, ligando las epidemias con la temperatura del aire.
En 1753 Malouin empezó una asociación formal con la corte real cuando compró a Lassone la posición de médecin de la reine (médico de la reina) por la suma de 22 000 libras;  posteriormente fue nombrado  médico de la Delfina en 1770. Desde entonces, pasó mucho tiempo en la corte, lo que le valió un apartamento en el Louvre y  habitaciones en Versalles.
En 1742 Malouin describió, en una presentación a la Academia Real, un método de revestimiento del hierro mediante inmersión en zinc fundido (i.e. galvanización de inmersión caliente), antes que Luigi Galvani.
En 1753 fue nombrado fellow de la Royal Society de Londres y en 1767 fue nombrado profesor en el Collège de France. En 1776 ocupó allí la cátedra de Medicina hasta su muerte en enero de 1778. 
Está registrado que, al tiempo de su muerte, su fortuna era de 132 775 libras, 110 000 de las cuales eran en la forma de bonos del estado. Otras 18 500 estaban invertidos en la Compagnie des Indes; sus posesiones personales se valoraron en 3 275 libras.

## Publicaciones
La Biblioteca Nacional de Francia alberga las obras siguientes.
- (en latín) An sagou phthisicis prodest?, 1729 — Tesis, defendida ante Urbain Leaulté.
- (en latín) An educendo calculo, caeteris anteferendus apparatus lateralis?, Paris , 1730 — Tesis, defendida ante Camille Falconet.[3]
- (en latín) An semper in inflammationibus revulsio?, 1730 — Tesis, defendida ante Jean-Baptiste Silva.
- (en francés) Traité de chimie, contenant la manière de préparer les remèdes qui sont le más en uso dans la pratique de la médecine[1], París, 1734, en-12° (Tratado de Química, conteniendo muchas instrucciones sobre la preparación de remedios utilizados en la práctica médica en la época.
- (en francés) Lettre en réponse à la critique du Traité de chimie, París, 1735, en-12.
- (en francés) Pharmacopée chimique, ou chimie médicinale, París, 1760, 2 vol. En-12 ; 1755, en-12.
- (en francés) Arts du meunier, du boulanger et du vermicellier, en la colección sobre artes y oficios publicada por la Académie des sciences.

Artículos en las Memoires de la Académie des sciences:
- (en francés) Histoire des maladies épidémiques observées à Paris en même temps que les différentes températures de l'aire, depuis 1746 jusqu'en 1754.
- (en francés) Analyse des eaux savonneuses de Plombières, 1746 (Sobre Plombières-les-Bains).

Malouin contribuyó con más de 71 artículos a la Encyclopédie de Diderot. También contribuyó con 75 artículos a la    Encyclopédie Méthodique de Charles-Joseph Panckoucke. Escribió artículos en las Descriptions des Arts et Métiers de la Académie des Sciences.